# Live in a Dive (No Use for a Name)
Live in a Dive is het eerste livealbum van de Amerikaanse punkband No Use for a Name. Het werd uitgegeven door Fat Wreck Chords op 11 september 2001, en is de eerste uitgave uit de Live in a Dive-serie van Fat Wreck Chords.

## Nummers
1. "Intro" - 0:49
2. "Invincible" - 2:06
3. "Coming Too Close" - 2:53
4. "Chasing Rainbows" - 3:03
5. "On the Outside" - 3:06
6. "Straight from the Jacket" - 2:18
7. "Soulmate" - 3:34
8. "Not Your Savior" - 3:16
9. "Don't Miss the Train" - 3:39
10. "Justified Black Eye" - 2:35
11. "Gene And Paul I Hate You Most of All and Ace, You're the Ace and Peter You're the Cat" - 0:55
12. "Sara Fisher" - 0:41
13. "Room 19" - 3:09
14. "The Answer Is Still No" - 2:30
15. "I Turned Into A Martian" (cover van The Misfits) - 1:32
16. "Hail to the King" - 1:04
17. "Feeding the Fire" - 1:48
18. "Exit" - 4:09
19. "6 Degrees from Misty" - 3:34
20. "Redemption Song" - 3:45